# Шургуял (Сернурський район)
Шургуя́л (рос. Шургуял, марій. Шӱргыял) — присілок у складі Сернурського району Марій Ел, Росія. Входить до складу Чендемеровського сільського поселення.
Стара назва — Шургіял.

## Населення
Населення — 12 осіб (2010; 9 у 2002).
Національний склад (станом на 2002 рік):
- марі — 67 %